# Apontamentos de Rafael Bordalo Pinheiro...
Apontamentos de Rafael Bordalo Pinheiro sobre a picaresca viagem do Imperador de Raslib pela Europa da autoria de Rafael Bordalo Pinheiro foi publicado em Lisboa, no ano de 1872, com um total de 14 páginas. Pertence à rede de Bibliotecas municipais de Lisboa e é considerado uma "raridade bibliográfica".